# Poicephalus gulielmi
Il pappagallo fronterossa (Poicephalus gulielmi Jardine, 1849) è un uccello della famiglia degli Psittacidi.

## Descrizione
Classificato in tre sottospecie molto simili tra loro, si distinguono solo leggermente per taglia, intensità del verde ed estensione della macchia rossa frontale (che però varia anche da soggetto a soggetto, indipendentemente dalla sottospecie):
- P. g. gulielmi (Jardine, 1849) (sottospecie nominale, ha il rosso frontale molto esteso);
- P. g. massaicus G. A. Fischer e Reichenow, 1884 (il più pesante, 3 etti circa, mostra il rosso frontale su una zona ridotta);
- P. g. fantiensis Neumann, 1908 (il più piccolo e il più leggero, con i suoi 2 etti, presenta il rosso frontale e delle spalle tendente all'arancio).

Ha taglia attorno ai 28 cm, colorazione generale verde intenso, becco grigio piombo, iride rossa e anello perioftalmico nudo di pelle bianca. Ha evidenti segni rossi su fronte, calze e spalle, che nei giovani non compaiono.

## Biologia
Vive nelle nebbiose foreste tropicali di montagna fino ai 3500 metri di quota, in coppie o piccoli gruppi, tanto più numerosi quanto maggiori sono le possibilità alimentari: bacche, frutta, semi, insetti sono la base della sua dieta. Nelle foreste dell'Africa occidentale raccoglie molte olive selvatiche e i frutti di Podocarpus e Cedrus. Durante il periodo riproduttivo, da giugno a novembre, la coppia si isola in cavità di alberi alti, tra i 3 e i 12 metri d'altezza (l'albero preferito è l'Hagenia abyssinica) e qui la femmina depone 2-4 uova, ogni 2-3 giorni, covandole per circa 30 giorni. I giovani si involano tra le 8 e le 11 settimane di vita.

## Distribuzione e habitat
È presente in un vasto areale dell'Africa centrale che va dal Golfo di Guinea al Kenya occidentale e al nord della Tanzania. È comune in Africa orientale ma raro in quella occidentale dove è localizzata la sottospecie di taglia minore. In cattività non è diffusissimo, ma vi sono un certo numero di coppie riproducenti.